# Tokimeki Memorial Girl's Side
Tokimeki Memorial Girl's Side (ときめきメモリアルGirl's Side?, Tokimeki Memoriaru Girl's Side) è un simulatore di appuntamenti destinato al pubblico femminile, pubblicato dalla Konami per PlayStation 2 il 20 giugno 2002. In seguito è stato anche convertito per Nintendo DS col titolo Tokimeki Memorial Girl's Side: 1st Love il 15 febbraio 2007. Nella versione per Nintendo DS sono stati apportati anche alcuni cambiamenti ed aggiunto un nuovo personaggio (Jin Tendo). Ha avuto un sequel chiamato Tokimeki Memorial Girl's Side: 2nd Kiss.
Nonostante la serie di Tokimeki Memorial fosse stata inizialmente pensata per un pubblico maschile, si pensò di sviluppare un gioco con protagonista una ragazza in cerca di un fidanzato, da scegliere fra i vari ragazzi del gioco. Alcune modifiche sono state apportare al gameplay, affinché fosse più appetibile per il pubblico femminile. Infatti il giocatore (o meglio la giocatrice), può comprare vestiti e fare shopping nei giorni liberi, e cambiare l'aspetto del proprio personaggio di giorno in giorno. Inoltre oltre ai ragazzi "conquistabili", ci sono anche alcuni personaggi femminili che possono diventare la migliore amica della giocatrice, con cui si può studiare insieme, uscire per una passeggiata, ecc. Inoltre questi personaggi possono diventare anche rivali in amore della giocatrice.

## Personaggi "conquistabili"
- Kei Hazuki (葉月 珪)
- Sakuya Morimura (守村 桜弥)
- Shiki Mihara (三原 色)
- Madoka Kijō (姫条 まどか)
- Kazuma Suzuka (鈴鹿 和馬)
- Reiichi Himuro (氷室 零一)
- Wataru Hibiya (日比谷 渉)
- Ikkaku Amanohashi (天之橋 一鶴)
- Chiharu Aoki (蒼樹 千晴)
- Jin Tendo (天童 壬)
- Shiho Arisawa (有沢 志穂)
- Mizuki Sudō (須藤 瑞希)
- Natsumi Fujii (藤井 奈津実)
- Tamami Konno (紺野 珠美)
- Gorō Hanatsubaki (花椿 吾郎)
- Tsukushi (尽)